# Sonata para violín n.º 22 (Mozart)
La Sonata para violín n.º 22 en la mayor, K. 305/293d, es una obra compuesta por Wolfgang Amadeus Mozart en Mannheim en 1778. Su interpretación suele durar unos quince minutos.

## Estructura
Consta de dos movimientos:
1. Allegro di molto
2. Andante grazioso. Tema con variaciones

El primer movimiento está escrito en forma sonata, y presenta una de las melodías más alegres y animadas de todas sus sonatas para violín. El segundo movimiento presenta la forma de tema con variaciones, y es más sombrío que el movimiento inicial, con un tempo más lento y una melodía más apagada.